# Dendropsophus anceps
Dendropsophus anceps là một loài ếch thuộc họ Nhái bén.
Đây là loài đặc hữu của Brasil.
Môi trường sống tự nhiên của chúng là vùng cây bụi ẩm khu vực nhiệt đới hoặc cận nhiệt đới, đầm lầy, đầm nước ngọt, đầm nước ngọt có nước theo mùa, vùng đồng cỏ, các đồn điền, vườn nông thôn, rừng thoái hóa nghiêm trọng, ao, và ao nuôi trồng thủy sản.